# Coelioxys aurifrons
Coelioxys aurifrons là một loài Hymenoptera trong họ Megachilidae. Loài này được Smith mô tả khoa học năm 1854.
Loài này phân bố ở Zimbabwe.